# Modelo Monod-Wyman-Changeux

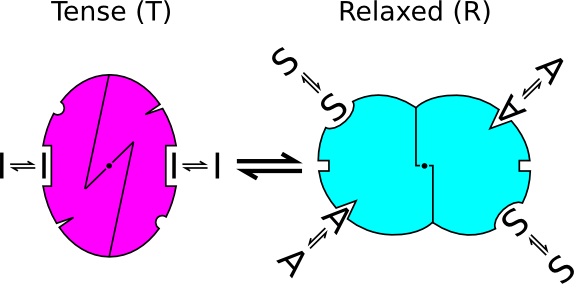
Una transición alostérica de una proteína entre estados R y T, estabilizada por un agonista, un inhibidor y un sustrato.

La palabra alostérico fue acuñada para calificar el mecanismo de inhibición por retroalimentación ejercido sobre las enzimas reguladoras bacterianas por sus ligandos reguladores. A diferencia del mecanismo clásico de inhibición por exclusión mutua debido al impedimento estérico, el mecanismo alostérico de inhibición por retroalimentación ocurre entre sitios no superpuestos, estereoquímicamente distintos para los sustratos y los ligandos reguladores. El mecanismo subyacente propuesto inicialmente para explicar el cambio conformacional se basaba en la teoría del ajuste inducido propuesta por Koshland para la especificidad de acción enzimática. El ajuste ocurre “solo después de que un cambio en la forma de la molécula enzimática haya sido inducido por el sustrato”. Por analogía, la unión del ligando regulador induciría a la proteína a adoptar la conformación adecuada.
El nuevo concepto proponía que, en lugar de ser inducido por el ligando, el cambio conformacional se establece como un equilibrio preformado entre unos pocos estados discretos —independientes de la estructura y ocupación del ligando— que son estabilizados diferencialmente por los ligandos. Este mecanismo de selección conformacional se convirtió en una de las hipótesis principales del modelo de Monod-Wyman-Changeux (MWC), concebido en 1965.
En bioquímica, el modelo Monod–Wyman–Changeux (Modelo MWC, también conocido como modelo de simetría o modelo concertado) describe las transiciones alostéricas de las proteínas formadas a partir de subunidades idénticas. El modelo fue propuesto por Jean-Pierre Changeux en su tesis doctoral y descrito por Jacques Monod, Jeffries Wyman y Jean-Pierre Changeux. Contrasta con el modelo secuencial y la presentación del sustrato.
El concepto de dos estados simétricos distintos es el enfoque principal del modelo MWC. La idea es que las proteínas reguladas, tal como lo hacen las enzimas y receptores, coexisten en diferentes estados interconvertibles en ausencia de cualquier regulador. La relación entre los diferentes estados conformacionales está determinada por el equilibrio térmico. Este modelo está definido por las siguientes reglas:
| Postulados del modelo                                                                                           |
| --- |
| 1. Las proteínas alostéricas son oligómeros de monómeros que ocupan posiciones equivalentes.                    |
| 2. Poseen al menos un eje de simetría.                                                                          |
| 3. Cada subunidad de la proteína tiene dos estados conformacionales: T (tenso) y R (relajado).                  |
| 4.Todas las subunidades del oligómero de proteína están en la misma conformación, todas en T o todas en R.      |
| 5. Las constantes de disociación de un efector alostérico para el estado T y R son diferentes estructuralmente. |
| 6. Se conserva la simetría molecular a pesar de que una proteína alostérica cambie de un estado al otro.        |

- Una proteína alostérica es un oligómero de protómeros que está relacionado simétricamente (para la hemoglobina, por ejemplo, que las cuatro subunidades son funcionalmente idénticas).
- Cada protómero puede existir en (al menos) dos estados conformacionales, designados T y R; estos estados están en equilibrio independientemente de que el ligando esté unido o no al oligómero.
- El ligando puede unirse a un protómero en cualquier conformación. Sólo el cambio conformacional altera la afinidad de un protómero por el ligando. Los reguladores simplemente desplazan el equilibrio hacia un estado u otro. Por ejemplo, un agonista estabilizará la forma activa de un receptor farmacológico. Fenomenológicamente, parece como si el agonista provocara la transición conformacional. Una característica crucial del modelo es la disociación entre la función de unión (la fracción de proteína unida al regulador) y la función de estado (la fracción de proteína bajo el estado activado), véase más abajo. En los modelos denominados de “ajuste inducido”, dichas funciones son idénticas.[5]

## Estado T y R

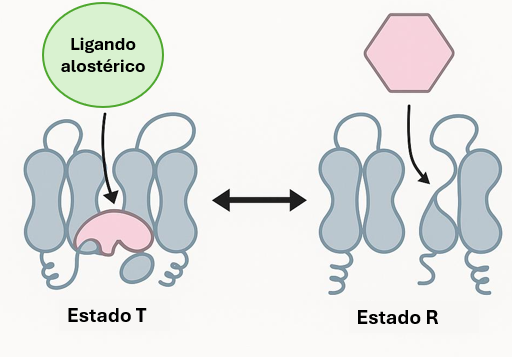
Estado T y R en la regulación alostérica.

En el modelo histórico, los protómero, pueden presentarse en dos estados conformacionales diferentes: estado “R” (para relajado) o “T” (para tenso). Dichas transiciones entre estados ocurren de forma simultánea, es decir que todos los protómeros deben estar en el mismo estado. Dicho de otra forma, todas las subunidades de la molécula deben estar en estado R o T sin excepción. Este modelo no permite proteínas con subunidades en diferentes estados debido a que podrían romper la simetría de proteína. El estado R tiene una mayor afinidad hacia el ligando a comparación del estado T. Debido a esta afinidad, aunque el ligando puede unirse a la subunidad cuando está en cualquier estado, la unión de un ligando aumentará el equilibrio a favor del estado R.
El modelo explica las propiedades de unión sigmoidea (es decir, explica la cooperatividad positiva) debido a que el cambio en la concentración de ligando dentro de un rango pequeño conlleva a un aumento significativo en la proporción de moléculas en el estado R y, por lo tanto, a una relación significativa entre el ligando a la proteína. No puede explicar la cooperatividad negativa.
A continuación, el modelo es representado por dos ecuaciones que expresan la ocupación fraccionaria del sitio de unión del ligando ( {\displaystyle {\bar {Y}}} ) y la fracción de las proteínas en el estado R ( {\displaystyle {\bar {R}}} ):
{\displaystyle {\bar {Y}}={\frac {Lc\alpha \cdot (1+c\alpha )^{n-1}+\alpha \cdot (1+\alpha )^{n-1}}{(1+\alpha )^{n}+L\cdot (1+c\alpha )^{n}}}}
{\displaystyle {\bar {R}}={\frac {(1+\alpha )^{n}}{(1+\alpha )^{n}+L\cdot (1+c\alpha )^{n}}}}
Para los valores de {\displaystyle L=[T]_{0}/[R]_{0}} este representa la constante alostérica, es decir es el valor numérico de la representación de las proteínas en los estados T y R que están en ausencia de ligando, por otro lado, {\displaystyle c=K_{R}/K_{T}} indica la relación presente entre las afinidades de los estados R y T por el ligando, y {\displaystyle \alpha =[X]/K_{R}}, representa la concentración normalizada de ligando. No es notorio que para {\displaystyle {\bar {Y}}} es una forma de la ecuación de Adair, pero de hecho es, como se puede ver al multiplicar las expresiones entre paréntesis y comparar los coeficientes de las potencias de {\displaystyle \alpha } con correspondiente {\displaystyle K} coeficientes en la ecuación de Adair.
La popularidad del modelo MWC tiene más peso en las áreas de enzimología y farmacología, sin embargo, se ha demostrado que el modelo es inadecuado en algunos casos. Por otro lado, un ejemplo de una aplicación exitosa del modelo es la regulación de la función de la hemoglobina. Varios autores han propuesto extensiones del modelo para redes de proteínas. Edelstein argumentó que el modelo MWC daba una mejor explicación de los datos de hemoglobina de lo que podía hacerlo el modelo secuencial. Él y Changeux  aplicaron el modelo a la transducción de señales. Changeux  ha analizado el estado del modelo después de 50 años.

## Hipótesis del modelo de Monod-Wyman-Changeux
Cuando el ligando se encuentra ausente los dos estados R y T, establecen un equilibrio llamado la constante alostérica. L0=T0/R0. El ligando se une a cada estado con constantes de disociación Kr y Kt “son las mismas para todos los sitios homólogos en cada uno de los dos estados”. El mecanismo de transducción de señales resulta exclusivamente del desplazamiento, o cambio conformacional, del equilibrio espontáneo entre los estados R y T.
Tomando en cuenta lo anterior se formula una ecuación termodinámica basada en la transición conformacional de los protomeros.
{\displaystyle r_{0}\longleftrightarrow s_{0}}
{\displaystyle r_{1}\leftrightarrow r_{0}+f}
con la isomerización constante: {\displaystyle (s_{0})/(r_{0})=l}
En un sistema de protómeros que interactúan entre sí, la energía libre F de la transición (s↔r), propone que depende de la fracción de protómeros que ya se encuentran en el estado r y se expresa como {\displaystyle F=(\varepsilon -\eta (r))}
La constante de isomerización {\displaystyle L=(s)/(r)} puede simplificarse como {\displaystyle l=exp[\beta \bigtriangleup F]=l\bigtriangleup ^{r}}.
El modelo predice las respuestas a señales reguladores específicas de acuerdo con el valor de la energía libre de interacción entre los protómeros. Este modelo sienta las bases para un mecanismo termodinámico general de selección conformacional (30). Fue documentado en el caso de proteínas globulares y receptores farmacológicos acoplados a proteínas G. Otra generalización del modelo MWC fue propuesta por Wyman. Se basa en que las respuestas de un sistema macromolecular están ligadas a una diversidad de variables químicas y, por ende, a sistemas grandes como las hemocianinas. Después se sugirió otro mecanismo del modelo según Koshland, Nemethy y Filmer, que postula múltiples estados conformacionales que tienen cambios terciarios adaptados para encajar en la estructura del ligando.

## Proteínas alostéricas y cooperatividad

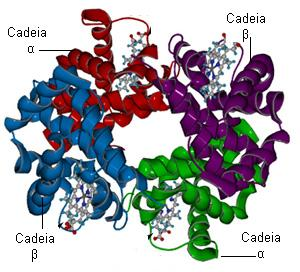
Subunidades de la hemoglobina

Changeux define las proteínas alostéricas como "Oligómeros resultantes del ensamblaje de cada unidad alostérica, llamada protómeros, asociados de tal manera que la molécula posee al menos un eje de simetría. La conformación de cada protómero está limitada por su asociación con los otros". De este modo, podemos comprender que las subunidades de las proteínas alostéricas o bien, de las estructuras oligoméricas, no funcionan de manera independiente, si no que su estructura y función se ven influidas por las subunidades que la rodean. Tal es el caso de la hemoglobina, cuya estructura está formada a partir de un tetrámero, es decir, está conformada a partir de 4 subunidades (2 subunidades alfa y 2 subunidades beta) de modo que cuando una molécula de oxígeno se une a una subunidad, las otras subunidades aumentan su afinidad por el oxígeno. Este cambio ocurre porque toda la estructura pasa de un estado T a un estado R.
De modo que para comprender el comportamiento de las diferentes subunidades presentes en las proteínas alostéricas hay que entender que las subunidades están conectadas estructuralmente, de modo que, si una subunidad sufre un cambio, las demás tienden a cambiar al estar mutuamente coordinadas por la simetría del oligómero, permitiendo así la cooperatividad, definida como: El efecto de una molécula de ligando transmitida a todas las subunidades.

## Proteínas de membrana
Un nivel crítico de organización supramacromolecular es la membrana celular y sus proteínas componentes que median la comunicación intercelular y la propagación de señales. En la década de 1960, se sugirió que el concepto de interacción alostérica podría extenderse a proteínas de membrana, en especial aquellas que median la transmisión sináptica. Se observaron restricciones de simetría como consecuencia de la integración de las proteínas en la membrana. Primero, los ejes de rotación de orden dos son perpendiculares o coplanares con la membrana; segundo, los ejes de orden superior a dos necesariamente son perpendiculares a la bicapa. Curiosamente, los ejes de simetría perpendiculares a la membrana confieren una polaridad transversal, es decir, una cara externa distinta a la citoplasmática.
Dos principales categorías de proteínas de membrana alostéricas son los canales iónicos regulados por ligando y los receptores acoplados a proteínas G (GPCRs).

### Canales iónicos regulados por ligando
Esta familia de proteínas incluye importantes receptores de neurotransmisores que incorporan un canal iónico.
- Familia del receptor nicotínico de acetilcolina (nAChR): El primer receptor identificado, canal iónico y activado por ligando. Es una proteína de membrana integral con cinco subunidades idénticas u homólogas organizadas simétricamente alrededor de un canal central. Esta estructura está conservada en una superfamilia de receptores pentaméricos que incluye receptores de 5-HT3, GABAA, glicina, y algunos de glutamato e histamina. Los ortólogos bacterianos de los nAChRs también funcionan como canales regulados por ligando. Sus estructuras muestran una sorprendente conservación del núcleo en la superfamilia de receptores pentaméricos desde procariotas hasta eucariotas.[1]
- Familia del receptor de glutamato (receptores tetraméricos): Mediadores clave de la neurotransmisión excitatoria en el sistema nervioso central. Incluyen receptores AMPA, kainato y NMDA. Los receptores NMDA son heterotetraméricos obligatorios; los AMPA y kainato pueden formar homotetrámeros funcionales. Su estructura cristalina muestra una simetría de dos ejes, con dominios extracelulares organizados como pares de dímeros.[1]
- Receptores P2X (trímeros): Canales catiónicos activados por ATP extracelular. El receptor P2X4 tiene una estructura trimérica en forma de cáliz con una simetría de orden tres perpendicular a la membrana. Similar a los canales sensibles a ácido.[1]
- Canales iónicos: Estructuras como la del canal de potasio KcsA y el canal de sodio de Arcobacter muestran simetría tetrámera y se modulan alostéricamente por campos eléctricos y agentes farmacológicos.[1]

### Receptores acoplados a proteínas G (GPCRs)

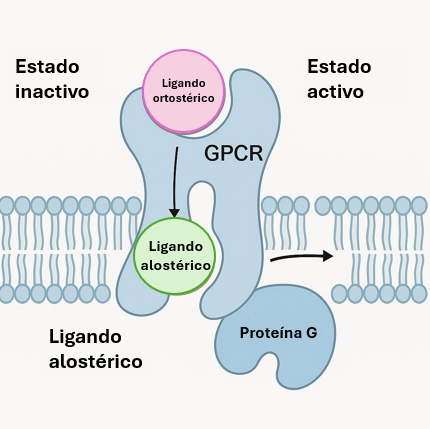
Regulación alostérica de la proteína GPCR.

Las estructuras tridimensionales de varios GPCRs en estado monomérico han sido resueltas, como rodopsina, receptores adrenérgicos, dopaminérgicos, de histamina, etc. La unión del ligando ocurre típicamente en una cavidad a unos 35 Å de la región que se une a la proteína G. La relevancia de la dimerización en la transducción de señales varía entre clases de GPCRs. Por ejemplo, rodopsina y el receptor β2-adrenérgico pueden funcionar como monómeros. Sin embargo, otros como el receptor serotoninérgico 5HT4 o los receptores de clase C como mGlu y GABAB requieren dimerización (obligatoria en GABAB). En este último caso, se forman heterodímeros estables con menor eficiencia de acoplamiento a la proteína G.Aunque la estructura cristalina de GPCRs multímeros aún no se ha resuelto, hay abundante evidencia funcional y experimental de su existencia.

### Proteínas de doble topología
Son proteínas capaces de insertarse en la membrana en orientaciones opuestas. El ejemplo de EmrE, un transportador multidroga de E. coli, muestra una orientación antiparalela con simetría coplanar, verificada con marcadores de selenometionina. Aunque la existencia de esta topología aún se debate, podría representar una excepción estructural.

### Otros ejemplos de receptores alostéricos de membrana
- Receptores tirosina quinasa: Receptores de factores de crecimiento, hormonas y citocinas. La forma activa es un homodímero, estabilizado por el ligando.
- Receptor Toll: Detecta ARN de doble hebra (indicador viral). Su estructura extracelular se ensambla como un dímero en herradura simétrico estabilizado por el ARN, lo que permite la señalización intracelular.

Estos receptores representan mecanismos alostéricos auténticos y altamente regulados en membranas celulares.

## Enzimas reguladoras
La estructura de las enzimas reguladoras va relacionada con la teoría de MWC , donde las proteínas alostéricas son oligómeros simétricos. Un elemento fundamental para estas enzimas es la cooperatividad critica, es decir, la unión de una molécula a una subunidad de una enzima influye en la afinidad de otras subunidades de la misma molécula y esto se relaciona con su estructura simétrica. Por ejemplo, algunas enzimas reguladoras comunes son los dímeros isologos como la glucógeno fosforilasa o los tetrámeros isologos como la fosfofructocinasa. Otro caso en el aspartato transcarbamilasa (ATCasa) de Escherichia coli, que está compuesta por distintas subunidades catalíticas que forman tres dímeros isologos y reguladoras, de esa forma la molécula de ATCasa combina asociaciones isologas y heterólogas.

## Represor lac y receptores hormonales nucleares
El represor lac es una proteína presente en algunos organismos como lo son las bacterias como E. coli , encargado de regular la expresión de genes involucrados en el metabolismo de la lactosa. Esta proteína impide la transcripción en ausencia de lactosa. Posee una estructura es en forma de V, compuesta por cuatro subunidades iguales organizadas como dos pares (dímeros), formando un homotetrámero. Cada subunidad del represor tiene distintas regiones funcionales, tales como: 
- Región inicial (dominio N-terminal) unida al ADN del operador.
- Región flexible llamada bisagra, conectada a diferentes partes de la proteína y se acopla al entrar en contacto con el ADN.
- Núcleo que reconoce azúcares.
- Hélice final (C-terminal).

En ausencia de ADN, la proteína está parcialmente desordenada, pero cuando se une al operador, adopta una forma más organizada y simétrica, lo que también modifica la forma en que se une a moléculas pequeñas, como los inductores.
Por otro lado, en organismos como el humano, existen proteínas con funciones similares, llamadas receptores hormonales nucleares, que controlan la expresión génica en respuesta a señales hormonales. Uno de estos complejos es el PPARγ–RXRα, un heterodímero formado por dos proteínas distintas que se une al ADN para activar o reprimir genes relacionados con procesos como el metabolismo de lípidos. Aunque su secuencia de aminoácidos es diferente a la del represor lac, su forma general y la manera en que se organizan los dominios de unión al ADN y al ligando son sorprendentemente parecidas. Además, estudios estructurales han revelado que este tipo de receptores también muestran simetría parcial en su organización, y que la región bisagra cumple un papel fundamental en mantener la integridad estructural del complejo durante la transducción de señales, algo que también se observa en el represor lac. En conjunto, esto sugiere que existe un patrón común de organización en proteínas reguladoras que interactúan con el ADN, tanto en bacterias como en eucariotas.

## Conjuntos alostéricos supramoleculares
También se pueden producir conjuntos de unidades alostéricas que interactúan en ensamblajes más grandes que los oligómeros estándar. Un ejemplo de ellos son las chaperoninas tienen un complejo sistema enzimático y se encuentran en bacterias, específicamente en los cloroplastos y las mitocondrias que catalizan el plegamiento de las proteínas. Estas se unen a proteínas desplegadas a través de un revestimiento hidrofóbico de un anillo abierto y luego median la liberación desencadenada por ATP, seguida del plegamiento al estado nativo en una cavidad encapsulada.
Otro caso es el de los receptores quimiotácticos en bacterias. Estos muestran una respuesta de señalización quimiotáctica aguda que se ha atribuido a una red bidimensional de receptores quimiotácticos. Aqui, los extremos citoplasmáticos de los dímeros de receptores quimiotácticos están insertados en una matriz hexagonal de la quinasa autofosforilante CheA y la pequeña proteína de transducción CheW. El número de receptores quimiotácticos en una sola célula de E. coli varía de aproximadamente 1,500 a aproximadamente 4,500, creando un parche de 0.2 a 0.6 μm de diámetro. El contacto cercano entre los monómeros de CheA permite que esta señal se transmita a tres unidades circundantes, lo que resulta en una difusión de la actividad a través de la red de receptores y una respuesta cooperativa aguda.

## ¿Proteasas como proteínas alostéricas monoméricas?
Aunque el modelo alostérico propone que la alostería se basa en proteínas oligoméricas, hay casos que no se ajustan a este modelo. Un ejemplo son algunas proteínas monoméricas, como ciertas proteasas, que también presentan regulación alostérica a pesar de estar formadas por una sola cadena polipeptídica, lo que contradice la hipótesis del modelo. Un caso representativo es la tripsina, una enzima digestiva que actúa sin necesidad de formar un complejo con otras subunidades, pero aun así puede cambiar su estructura para modificar su actividad.
Las proteasas cumplen funciones fisiológicas como la digestión, la coagulación sanguínea y respuestas del sistema inmunológico. Estas enzimas pueden adoptar al menos dos conformaciones distintas en su sitio activo. Una de ellas es completamente abierta y accesible al sustrato (conformación E), mientras que la otra está ocluida (conformación E*), debido al colapso de un segmento específico de la proteína. Este equilibrio entre E y E* representa un mecanismo alostérico reversible de regulación de la actividad, distinto del mecanismo irreversible clásico que ocurre cuando una proteasa es activada desde su forma inactiva conocida como zimógeno.
Por otro lado, moléculas como iones de calcio (Ca²⁺) o sodio (Na⁺), pueden actuar como ligandos alostéricos, regulando la actividad de estas enzimas. Por ejemplo, el calcio es esencial para activar una proteasa llamada calpaína, mientras que el sodio ha demostrado modular la función de la trombina, una proteasa clave en la coagulación. Cuando la trombina se une a sodio, adopta una forma "rápida" que escinde más eficientemente los sustratos procoagulantes. En cambio, cuando está libre de sodio, se estabiliza en una forma "lenta" que activa preferentemente la vía anticoagulante mediada por la proteína C, ayudando así a mantener el equilibrio hemostático en el organismo 

## Sitios de Unión para Ligandos Ortostéricos y Alostéricos[1]

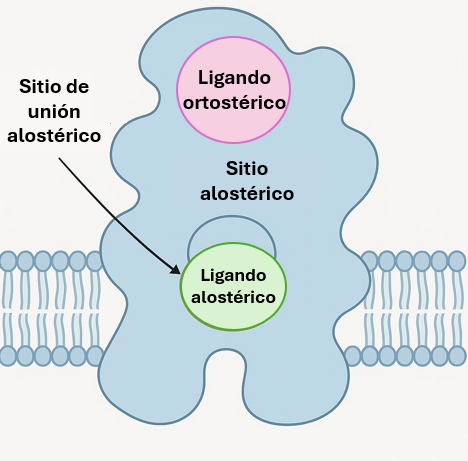
Ligando alostérico y ortostérico.

El autor original del modelo MWC discutió ampliamente la oligomerización de proteínas, sin embargo, no especificó la localización exacta de los sitios de unión de ligandos en la estructura de los oligómeros alostéricos, meramente descubrió que el sitio biológicamente activo y los sitios reguladores eran topográficamente distintos. Desde entonces, se han realizado diversos estudios bioquímicos y estructurales en muchas proteínas alostéricas, los cuales han revelado características novedosas e inesperadas sobre la topología de los sitios de unión para ligandos involucrados en la transducción de señales (ortostéricos), así como en la modulación de la transducción de señales (alostéricos). 

### Sitios en los límites de las subunidades
Las fronteras intersubunidad son áreas estratégicas de la proteína capaces de "detectar" pero también de controlar las transiciones cuaternarias de un oligómero alostérico. Se han podido localizar sitios activos en enzimas, proteínas y receptores. 

#### Enzimas reguladoras
| Enzima o proteína                                | Estructura                                                                 | Sitios en la interfaz |
| ------------------------------------------------ | -------------------------------------------------------------------------- | --- |
| Fosforilasa del glucógeno                        | Dímero con dos dominios por subunidad                                      | -Sitios de activación por AMP -Sitios de inhibición por glucosa-6-fosfato -Sitios de fosforilación en Ser-14                                                 |
| Fosfofructoquinasa de E.coli                     | Tetrámero con interfase entre subunidades                                  | -4 sitios catalíticos para fructosa-6-fosfato -4 sitios alostéricos para ADP o GDP                                                                           |
| Lactato deshidrogenasa de Bifidobacterium longum | Tetrámero con subunidades relacionadas por tres ejes moleculares: P, Q y R | -4 sitios activos -2 sitios para el activador alostérico fructosa-1,6-bisfosfato en la interfaz del eje P. -Sitio de unión de NADH en la interfaz del eje Q. |
| Hemoglobina                                      | Tetrámero con interfaces entre subunidades α y β                           | -4 sitios de union para hemo -1 sitio de union para 2,3-difosfoglicerato -Sitios para compuestos antisicóticos                                               |

#### Cadena iónica controlada por ligando
| Receptor / Modelo                                    | Estructura del sitio de unión                                      | Ligando(s) reconocido(s)                                              | Observaciones clave                                                                 |
| ---------------------------------------------------- | ------------------------------------------------------------------ | --------------------------------------------------------------------- | ----------------------------------------------------------------------------------- |
| nAChR (receptor nicotínico de ACh)                   | Sitios de unión en interfaces subunidad α-δ y α-γ                  | Acetilcolina, nicotina                                                | Número de sitios depende de la composición de subunidades                           |
| AChBP (proteína fijadora de acetilcolina) de caracol | 5 sitios idénticos entre subunidades                               | Acetilcolina, nicotina                                                | Homólogo soluble extracelular del nAChR; estructura usada como modelo               |
| Receptor de Erwinia (procariota)                     | Bolsillo de unión entre subunidades, conservado en bucles B, C y D | GABA (alta concentración), amino-butanol, cisteamina, putrescina      | Similaridad estructural con receptores GABA y glicina                               |
| GluCl (C. elegans)                                   | 5 sitios entre subunidades; bucle C cerrado en estado activo       | Glutamato                                                             | Confirmación estructural del sitio de unión en receptores homopentaméricos          |
| Receptores GABAA                                     | Interfaz entre subunidades; sitios homólogos a los de GABA         | Benzodiacepinas (moduladores alostéricos positivos)                   | Solo se unen a subtipos con α1, α2 o α3; no se unen al GABA mismo                   |
| Canales activados por ligando (varios)               | Eje de simetría TM2 en el canal transmembranal                     | Lidocaína, tetrabutilamonio, tetraetilamonio, Cd2+, Zn2+, picrotoxina | Sitios de unión para bloqueadores de canal dentro del poro axial                    |
| Receptor P2X (trimeric ATP)                          | En interfaces entre subunidades                                    | ATP                                                                   | A pesar de ser trimerico, comparte la disposición intersubunidad del sitio de unión |

## Aplicaciones del Modelo MWC
La popularidad del modelo MWC tiene más peso en las áreas de enzimología y farmacología, sin embargo, se ha demostrado que el modelo es inadecuado en algunos casos. Por otro lado, un ejemplo de una aplicación exitosa del modelo es la regulación de la función de la hemoglobina. Varios autores han propuesto extensiones del modelo para redes de proteínas. Edelstein argumentó que el modelo MWC daba una mejor explicación de los datos de hemoglobina de lo que podía hacerlo el modelo secuencial. Edelsteiny Changeux  aplicaron el modelo a la transducción de señales.
Gracias al modelo MWC se ha descubierto la regulación indirecta entre las interacciones de las redes de proteínas mediante ligandos reguladores. Con ello se puede calcular la actividad enzimática de cada proteína en función de la concentración de su ligando regulador. En general, este modelo se utiliza para entender el comportamiento de las enzimas y su regulación en diversas reacciones junto con los cambios conformacionales que puede tener la proteína en respuesta a la unión de los ligandos.